# Roštění
Roštění är en ort i Tjeckien.   Den ligger i regionen Zlín, i den östra delen av landet, 240 km öster om huvudstaden Prag. Roštění ligger 234 meter över havet och antalet invånare är 699.
Terrängen runt Roštění är platt åt nordväst, men åt sydost är den kuperad.Runt Roštění är det ganska tätbefolkat, med 222 invånare per kvadratkilometer. Närmaste större samhälle är Zlín, 18,3 km sydost om Roštění. Trakten runt Roštění består till största delen av jordbruksmark.